# Eliel Löfgren
Jonas Eliel Löfgren, född 15 mars 1872 i Öjebyn i Piteå socken, död 8 april 1940 i Stockholm, var en svensk advokat, politiker (liberal), utrikesminister och justitieminister.

## Biografi
Löfgren var riksdagsledamot i första kammaren för Stockholms stads valkrets 1910–1911 och sedan i andra kammaren för Stockholms stads andra valkrets 1918–1921. Därefter satt han i första kammaren för Stockholms och Uppsala läns valkrets under 1922, i andra kammaren för Stockholms stads valkrets 1925–1928 och slutligen i första kammaren för Stockholms stads valkrets 1930–1937.
Löfgren var justitieminister 1917–1920, utrikesminister 1926–1928, partiledare för Sveriges liberala parti 1923–1930 samt ordförande för liberala riksdagspartiets riksdagsgrupp 1925–1929 samt 1930–1935. Han deltog i Ådalskommissionen som utredde Ådalshändelserna 1931 och har skrivit en dokumentärroman om Östervålamordet 1896 som utreddes när han satt ting i rätten under den första utredningen.
Löfgren var son till kyrkoherde Jonas Löfgren och Johanna Amanda, född Norberg. År 1909 gifte han sig med Maria Leche. Makarna är gravsatta vid Norra krematoriet på Norra begravningsplatsen utanför Stockholm.